# 成骨不全症
成骨不全症（osteogenesis imperfecta），簡稱OI，又稱脆骨症，是一種主要影響骨骼的遺傳性疾病。它導致骨骼容易骨折。嚴重程度可能從輕微至嚴重。其他症狀可能包括藍鞏膜，身材短小，關節鬆動，聽力受損，呼吸問題和牙齒問題。若是嚴重的成骨不全症，可能輕微的碰撞就會造成嚴重的骨折，因此這類的病患被稱為「玻璃娃娃」或「玻璃骨」。
根本的機轉通常源自結締組織－缺乏I型膠原蛋白。在超過90％的病例中是由於COL1A1或COL1A2基因的突變。這些遺傳問題通常以體染色體顯性遺傳的方式或經由新的突變發生。至少有八種類型，其中I型最不嚴重，II型最嚴重。通常經由其症狀確診，並可通過膠原蛋白檢測或DNA檢測確認。
成骨不全症目前沒有治癒方法。藉由運動來維持健康的生活形態及避免吸菸有助於預防骨折。治療可能包括骨折照護，止痛藥，物理治療，支架或輪椅以及手術。一種將金屬棒穿過長骨的手術可能可以強化長骨。目前試驗性的證據支持使用雙磷酸鹽類藥物。
大約15,000人中會出現一例成骨不全症的病例。結果取決於疾病的類型，大多數人預後不錯。自古以來就描述了這種情況，術語「成骨不全症」於1895年開始使用，意味著結構發育不完全的骨骼。。

## 臨床症狀

### 骨科
成骨不全症主要症狀是骨骼脆弱、骨密度低；所有种类的骨质疏松症均涉及一定程度的骨骼受累。在青春期后，骨折通常明显减少，但在女性绝经后和男性年龄在60至80岁之间，骨折再次开始增多。关节过度活动也是骨质疏松症的常见表现，这被认为是因为受影响的基因与某些類型Ehlers-Danlos 综合征类型的基因相同。

## 類型
成骨不全病，俗稱「玻璃娃娃」或是「陶瓷娃娃」。
一共有四大類型，最常見的是第一型，其次是第四型、第三型和第二型。

### 第一型
第一型是由體染色體顯性遺傳造成，患者有藍眼珠，齒質不良，部分患者伴隨聽力障礙。骨骼脆弱的原因來自正常的膠原纖維不足。

### 第二型
這型的患者可能是由於體染色體隱性或顯性遺傳所致，常在子宮內時就有多發性骨折的現象，在出生前或生產過程中就死亡，依其症狀還可分四種亞型。

### 第三型
形成原因可能是體染色體發生突變所致，這個突變使第一型膠原蛋白的結構不正常。這類的患者多半體型短小，臉型呈倒三角形，生長遲緩，有些閱讀能力會比一般人好，藍色眼睛。

### 第四型
和第一型一樣，是由體染色體顯性遺傳造成，骨骼脆弱的原因來自膠原纖維的前驅物α鍵過短。

## 流行病學
成骨不全症的發生機率為萬分之一以下，被列為罕見疾病，在台灣，每二萬至三萬人就有一名先天性成骨不全，全台灣目前發現有167人患有成骨不全症。

## 治療方法
成骨不全症多採用支持性療法，降低患者發生骨折的機會。
患者多需長期服用增加骨質的藥物，例如抑鈣激素（calcitonin）、氟劑、活性維生素D3、鈣片和雙磷酸鹽化物（bisphosphonate）。

## 外部連結
- 先天性成骨不全症關懷協會（原中華玻璃娃娃社會關懷協會） （页面存档备份，存于）
- 《大英百科全书》中的条目：Osteogenesis imperfecta (OI) (disease)（英文）
- GeneReview/NCBI/NIH/UW entry on Osteogenesis Imperfecta （页面存档备份，存于）
- synd/1743 - Who Named It?
- Osteogenesis Imperfecta Overview （页面存档备份，存于）  NIH Osteoporosis and Related Bone Diseases ~ National Resource Center